# Amt Lauenstein

Karte des Amtes Lauenstein (um 1820)

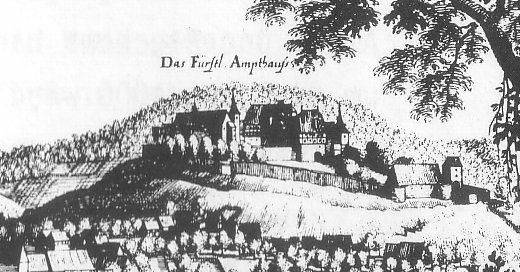
Burg Lauenstein als fürstliches Amtshaus, 1654

Das Amt Lauenstein war ein historischer Verwaltungsbezirk im Fürstentum Calenberg, später Königreich Hannover bzw. der preußischen Provinz Hannover.

## Geschichte
Burg Lauenstein wird als Besitz der Edelherren von Homburg 1247 erstmals erwähnt. In diesem Jahr übereignete Heinrich von Homburg das Haus Lauenstein Herzog Otto dem Kind und empfing es als welfisches Lehen zurück. Vermutlich diente diese Maßnahme dazu, den Homburgern die Unterstützung gegen die benachbarten Grafen von Spiegelberg zu sichern, die zwischen 1277 und 1409 gleichfalls Ansprüche auf Lauenstein erhoben. Mit dem Erlöschen der Homburger 1409 fiel der zugehörige Besitz (Vogtei), der um 1400 bereits 40 Orte umfasste, an die Welfen und bildete seither einen Amtsbezirk. 1433 versetzten die Herzöge Otto und Bernhard Lauenstein an den Bischof von Hildesheim. Bis 1587 war das Amt meist an Adelsgeschlechter afterverpfändet (an die Bock von Nordholz, 1493 an die von Saldern). Nach der Hildesheimer Stiftsfehde kam das Amt 1523 wieder in welfischen Besitz. Herzog Julius von Braunschweig-Wolfenbüttel, dem 1584 das Fürstentum Calenberg-Göttingen zugefallen war, löste das Pfand 1587 von den von Saldern ein. Seither übernahmen herzogliche Beamte die Verwaltung. Durch Kammergerichtsurteil vom Dezember 1629 wurde das Amt dem Hochstift Hildesheim zugesprochen und im Januar 1630 durch fürstbischöfliche Beamte in Besitz genommen. Der braunschweigische Amtmann Julius Vessen wurde abgesetzt, aber schon drei Jahre später kam das Amt wieder zum Herzogtum Braunschweig. Auch nach dem Hildesheimer Hauptrezeß blieb Lauenstein mit einigen benachbarten Ämtern bei Calenberg (und damit Hannover), während die meisten anderen Hildesheimer Ämter nach 120 Jahren an das Hochstift Hildesheim zurückerstattet wurden.
Der Sitz des Amtmanns wurde zu Beginn des 18. Jahrhunderts von Burg Lauenstein auf die Domäne Eggersen bei Levedagsen verlegt.
Nach der französisch-westphälischen Herrschaft wurde das Amt Lauenstein im alten Umfang restituiert. Bis in die erste Hälfte des 19. Jahrhunderts war es in zwei Börden (obere und untere Börde) untergliedert. 1836 erfolgte die Gliederung in drei Amtsvogteien (Hausvogtei, Vogtei Eime und Vogtei Wallensen).
1852 wurde das Amtsgebiet erheblich verkleinert: Die Gemeinden Ahrenfeld, Benstorf, Dörpe, Esbeck, Hemmendorf, Marienau, Oldendorf, Osterwald, Quanthof und Sehlde kamen zum Amt Coppenbrügge, die Gemeinden Rott und Hoyershausen zum Amt Alfeld (Leine). 1853 wurde Esbeck von Coppenbrügge wieder an Lauenstein rückgegliedert, dafür Eime von Lauenstein an das Amt Elze. Mit dem 1. Januar 1855 wurden Ahrenfeld, Benstorf, Hemmendorf, Oldendorf und Quanthof wieder vom Amt Coppenbrügge zum Amt Lauenstein gelegt. 1859 wurden die Ämter Lauenstein und Coppenbrügge zum neuen Amt Lauenstein vereinigt. Seit 1867 bildeten die Ämter Lauenstein, Hameln und Polle sowie die amtsfreien Städte Bodenwerder und Hameln den Steuerkreis Hameln. Im Zuge der Gebietsreform von 1885 wurde es aufgehoben und die Gemeinden auf die Kreise Hameln, Gronau und Alfeld (Leine) aufgeteilt.

## Gemeinden
Das Amt umfasste 1855 die folgenden Gemeinden:
| - Ahrenfeld - Benstorf - Capellenhagen - Deilmissen - Deinsen | - Duingen - Dunsen - Eggersen - Esbeck - Fölziehausen | - Heinsen - Hemmendorf - Lauenstein - Levedagsen - Lübbrechtsen | - Marienhagen - Ockensen - Oldendorf - Quanthof - Salzhemmendorf | - Thüste - Wallensen - Weenzen |

- Karte mit allen verlinkten Seiten:
- OSM |
- WikiMap

## Amtmänner
- 1589 – 1605: Johannes von Wirth (v. Wierte)
- 1605 – 1606: Johannes Hofmeister
- 1606 – 1614: Daniel Heidemann
- 1626 – 1627: Johann Lappe
- – 1630: Julius Vessen (letzter braunschweigischer Amtmann)
- 1630 – 1632: N. Kote und Heinrich Burchtorf (1603–1657), Amtsverwalter des Stiftes Hildesheim (Gegenreformation)
- 1633 – 1648: Heinrich Julius Schrader
- um 1642: Philipp Friedrich von Modersbach (1610–1657)
- 1694 – 1717: Conrad Werner Wedemeyer
- 1717 – 1757: Christian Eberhard Niemeyer
- 1757 – 1766: Haider
- 1766 – : Heinrich Wilhelm Rautenberg
- 1818 – 1840: Friedrich Ernst Otto von Lenthe, Kammerrat
- 1841 – 1852: Friedrich Wilhelm August Zachariae, Amtmann
- 1852 – 1885: Carl Wilhelm Niemeyer, Amtmann